# IMP.
 (novembre 2023).
IMP. (アイエムピー) est un boys band japonais composé de sept membres. Appartient à TOBE. Le prédécesseur était IMPACTors, créé en 2020. IMP. a fait ses débuts mondiaux le 18 août 2023 avec le single numérique « CRUISIN' ».
Les couleurs du groupe sont le noir et le rose magenta, et le « . » (point) à la fin du nom du groupe est écrit en rose, par exemple « IMP. ».

## Histoire
Le 25 mai 2023, sept personnes actives en tant qu'IMPACtors, une unité au sein de Johnny's Jr., ont quitté le bureau de Johnny.
Le 14 juillet, ils ont annoncé lors d'un livestream YouTube qu'ils rejoindraient la société de divertissement « TOBE » fondée par Hideaki Takizawa et redémarreraient le groupe sous le nom de groupe « IMP. ». Dans le même temps, un fan club a également été créé et des comptes officiels ont été ouverts sur Instagram et Twitter à 20 heures le même jour.
Il a été annoncé le 11 août que le single numérique « CRUISIN' » sortirait dans le monde entier le 18 août, et une vidéo teaser a été diffusée à 19 heures le même jour,. Le 12 août, son nom de fan a été décidé comme étant « PINKY. ». Le programme régulier du groupe a débuté sur YouTube le 16 août et sera mis à jour tous les lundis et mercredis.
Le clip de « CRUISIN' » diffusé sur YouTube a enregistré 2,01 millions de vues le premier jour après sa sortie et s'est hissé à la deuxième place dans la catégorie musique du classement de popularité en croissance rapide. Il a pris un bon départ, se classant au premier rang en termes de nombre de téléchargements dans le classement hebdomadaire numérique des singles Oricon et Billboard Japan Download Songs,.
Le 14 septembre, elle a figuré dans la campagne adidas « SWITCH RUN » développée par ABC-MART pour la première fois depuis ses débuts, et elle a interprété sa nouvelle chanson « SWITCHing » dans le film Web..
Le 15 septembre, ils ont sorti leur deuxième single numérique "IMP.", et le 13 octobre, leur troisième single numérique "SWITCHing".
Le 8 novembre, le premier CD single du groupe « CRUISIN'/IMP. », qui comprend les chansons « CRUISIN » et « IMP. », a été produit et sorti exclusivement sur la boutique en ligne de TOBE.
Le 8 décembre, ils sortent leur quatrième single numérique « I Got It ».
Le 8 mars 2024, le cinquième single numérique « FLOW » est sorti. Le premier single « CRUISIN'/ IMP. »  et le deuxième single « SWITCHing / I Got It » sortiront le 12 mars. Jusqu'à présent, la chanson titre de chaque single était mise en ligne, mais c'est la première fois que la chanson de couplage est mise en ligne.

## Membres
| Nom                        | Date de naissance           | Groupe sanguin | Note   |
| -------------------------- | --------------------------- | -------------- | ------ |
| Arata Sato (佐藤新)        | 1er septembre 2000 (23 ans) | Type O         | Centre |
| Shunsuke Motoi (基俊介)    | 17 octobre 1996 (27 ans)    | Type B         |        |
| Taiga Suzuki (鈴木大河)    | 29 juin 1998 (25 ans)       | Type O         |        |
| Takuya Kageyama (影山拓也) | 11 juin 1997 (26 ans)       | Type O         | Leader |
| Minato Matsui (松井奏)     | 2 septembre 2000 (23 ans)   | Type O         |        |
| Yuki Yokohara (横原悠毅)   | 13 septembre 1996 (27 ans)  | Type O         |        |
| Taiga Tsubaki (椿泰我)     | 10 février 1998 (25 ans)    | Type O         | [ 24 ] |

## discographie

### Simples

#### CD simple
Le classement indique le classement le plus élevé dans le classement hebdomadaire des singles (chanson unique) d'Oricon selon les recherches d'Oricon.
|    | Date de sortie     | Titre              | Forme                                              | numéro    | Label      | Classement |
| -- | ------------------ | ------------------ | -------------------------------------------------- | --------- | ---------- | ---------- |
| 1  | 8 novembre de 2023 | CRUISIN’/IMP.      | Première production édition limitée À (CD+Blu-ray) | TBCT0714X | TOBE MUSIC |            |
| 1  | 8 novembre de 2023 | CRUISIN’/IMP.      | Première production édition limitée B (CD+Blu-ray) | TBCT0715X | TOBE MUSIC |            |
| 1  | 8 novembre de 2023 | CRUISIN’/IMP.      | Édition régulière (CD)                             | TBCT0716  | TOBE MUSIC |            |
| ２ | 21 février 2024    | SWITCHing/I Got It | Première production édition limitée À (CD+Blu-ray) | TBCT0720X | TOBE MUSIC |            |
| ２ | 21 février 2024    | SWITCHing/I Got It | Première production édition limitée B (CD+Blu-ray) | TBCT0721X | TOBE MUSIC |            |
| ２ | 21 février 2024    | SWITCHing/I Got It | Édition régulière (CD)                             | TBCT0722  | TOBE MUSIC |            |

#### Distribution limitée unique
Le classement indique le classement le plus élevé dans le classement hebdomadaire des singles numériques (chanson unique) d'Oricon selon la recherche Oricon.
|   | Date de sortie    | Titre     | Standard               | Classement     | Label      | Premier album           |
| - | ----------------- | --------- | ---------------------- | -------------- | ---------- | ----------------------- |
| 1 | 18 août 2023      | CRUISIN'  | Téléchargement digital | Première place | TOBE MUSIC | Ne compris dans l'album |
| 2 | 15 septembre 2023 | IMP.      | Téléchargement digital | 2e place       | TOBE MUSIC | Ne compris dans l'album |
| 3 | 13 octobre 2023   | SWITCHing | Téléchargement digital | 2e place       | TOBE MUSIC | Ne compris dans l'album |
| 4 | 8 décembre 2023   | I Got It  | Téléchargement digital |                | TOBE MUSIC | Ne compris dans l'album |
| 5 | 8 mars 2024       | FLOW      | Téléchargement digital |                | TOBE MUSIC | Ne compris dans l'album |